# Barbara Garrick
Barbara Garrick (ur. 3 grudnia 1965 w Los Angeles) – amerykańska aktorka.

## Filmografia
- Guiding Light (1952) jako Charlotte Wheaton (1985)
- Tylko jedno życie (One Life to Live, 1968) jako Allison Perkins (1986–1987, 2001–2002, 2003)
- Szybki jak błyskawica (Days of Thunder, 1990) jako Lauren Daland
- Pocztówki znad krawędzi (Postcards from the Edge, 1990) jako Carol
- Miejskie opowieści (Tales of the City, 1993) jako Deirdre 'DeDe' Ligon Halcyon Day
- Bezsenność w Seattle (Sleepless in Seattle, 1993) jako Victoria
- Rapsodia Miami (Miami Rhapsody, 1995) jako Terry
- Kanapa w Nowym Jorku (Un divan a New York, 1996) jako Lizbeth Honeywell
- Burza lodowa (The Ice Storm, 1997) jako Reporterka
- Ellen Foster (1997) jako Ciotka Betsy
- More Tales of the City (1998) jako Deirdre 'DeDe' Ligon Halcyon Day
- Mary i Rhoda (Mary and Rhoda, 2000) jako Gallery Curator
- Pollock (2000) jako Betty Parsons
- Further Tales of the City (2001) jako Deirdre 'DeDe' Ligon Halcyon Day
- Amy i Isabelle (Amy & Isabelle, 2001)
- Daleko od nieba (Far from Heaven, 2002) jako Doreen
- Homarowy biznes (Brooklyn Lobster, 2005) jako Lynn Miller
- Devil You Know  (2006) jako Joan Stone